# عندق سولاوسي
عندق سولاوسي (الاسم العلمي: Nemipterus celebicus) (بالإنجليزية: Celebes threadfin bream)‏ هو نوع من الأسماك يتبع جنس العندق من فصيلة العندقات.